# Брячислав Василькович (князь изяславско-витебский)
Брячислав Василькович (ум. после 1186) — князь Изяславский ок. 1158 — ок. 1159, князь Витебский 1168 — до 1175, 1178 — после 1181.  Представитель династии Рюриковичей в Полоцком княжестве.

## Биография
Известно о нём очень мало. Брячислав происходил, судя по всему, из витебской линии полоцких князей. Его отцом вероятно был Василько Святославич, князь Полоцкий 1132—1144, князь Витебский (?) 1130—1132.
В 1159 полоцкий князь Рогволод Борисович дал г. Изяславль Брячиславу в удел, и тот владел им на паях с братом Володьшей. Минские князья Глебовичи осадили Изяславль и схватили братьев. Володьшу они посадили в темницу, а Брячислава держали скованным. Рогволод в 1160 освободил Брячислава. В 1162 году вместе с другими полоцкими князьями ходил на дорогобужского князя Владимира Мстиславича к Слуцку. Будучи князем витебским, ходил в 1180 к Друцку на помощь киевскому князю Святославу Всеволодичу, отличился в сражениях против смоленских Ростиславичей.

## Брак и дети
Имя жены его неизвестно. В качестве детей Брячислава называются:
- Василько Брячиславич
- Всеслав Брячиславич